# Oedothorax muscicola
Oedothorax muscicola är en spindelart som beskrevs av Robert Bosmans 1988. Oedothorax muscicola ingår i släktet Oedothorax och familjen täckvävarspindlar.
Artens utbredningsområde är Kamerun. Inga underarter finns listade i Catalogue of Life.